# 国务院全国打击走私综合治理部际联席会议
国务院全国打击走私综合治理部际联席会议是中华人民共和国国务院的议事协调机构。

## 历史
2007年5月28日《国务院关于同建立全国打击走私综合治理部际联席会议制度的批复》，同意建立由海关总署署长任召集人的全国打击走私综合治理部际联席会议制度。在国务院领导下，研究拟订反走私工作的重大政策措施，向国务院提出建议；协调解决反走私工作中的重大问题；指导、督促、检查各省、自治区、直辖市反走私综合治理工作。联席会议办公室设在海关总署。

## 成员
- 召集人：牟新生　　海关总署署长
- 成员：
  - 毕井泉　　发展改革委副主任
  - 郑少东　　公安部部长助理
  - 李玉赋　　监察部副部长
  - 廖晓军　　财政部副部长
  - 贠小苏　　国土资源部副部长
  - 胡亚东　　铁道部副部长
  - 徐祖远　　交通部副部长
  - 娄勤俭　　信息产业部副部长
  - 牛盾　　农业部副部长
  - 高虎城　　商务部副部长
  - 项俊波　　人民银行副行长
  - 黄淑和　　国资委副主任
  - 吕滨　　海关总署党组成员、缉私局局长
  - 董树奎　　税务总局党组成员、总经济师
  - 钟攸平　　工商总局副局长
  - 魏传忠　　质检总局副局长
  - 张力军　　环保总局副局长
  - 柳斌杰　　新闻出版总署署长
  - 雷加富　　林业局副局长
  - 惠鲁生　　食品药品监管局副局长
  - 宋大涵　　国务院法制办副主任
  - 唐双宁　　银监会副主席
  - 张辉　　烟草局副局长
  - 张柏　　国家文物局副局长
  - 邓先宏　　外汇局副局长
  - 熊选国　　高法院副院长
  - 朱孝清　　高检院副检察长
  - 于善军　　总政治部保卫部副部长
  - 温庆春　　总后勤部政治部保卫部副部长
  - 骆源　　海军政治部保卫部部长
  - 刘红军　　武警总部副司令员